# The Offer
The Offer é uma minissérie de drama biográfico sobre o desenvolvimento e produção do filme de gângster de Francis Ford Coppola, O Poderoso Chefão (1972) para a Paramount Pictures. Contou com Miles Teller, Matthew Goode, Giovanni Ribisi, Colin Hanks, Dan Fogler, Juno Temple e Burn Gorman nos papéis principais. A minissérie foi transmitida entre 28 de abril de 2022 e 16 de junho de 2022, na Paramount+, e teve um total de 10 episódios.

## Elenco

### Principal
- Miles Teller como Albert S. Ruddy;
- Matthew Goode como Robert Evans;
- Dan Fogler como Francis Ford Coppola;
- Burn Gorman como Charles Bluhdorn;
- Colin Hanks como Barry Lapidus;
- Giovanni Ribisi como Joe Colombo;
- Juno Temple como Bettye McCartt.

### Recorrente
- Justin Chambers como Marlon Brando;
- Nora Arnezeder como Françoise Glazer;
- Patrick Gallo como Mario Puzo;
- Frank John Hughes como Frank Sinatra;
- Michael Rispoli como Tommy Lucchese;
- Jake Cannavale como César;
- Lou Ferrigno como Lenny Montana;
- Meredith Garretson como Ali MacGraw;
- Anthony Skordi como Carlo Gambino;
- Josh Zuckerman como Peter Bart;
- Anthony Ippolito como Al Pacino;
- James Madio como Carmim;
- Paul McCrane como Jack Ballard;
- Stephanie Koenig como Andrea Eastman;
- Danny Nucci como Mario Biaggi;
- Derrick Baskin como Nicky Barnes;
- Joseph Russo como Joe Gallo;
- Branden Williams como Gianni Russo;
- Carmine Giovinazzo como Sonny Grosso;
- Geoffrey Arend como Aram Avakian;
- Eric Balfour como Dean Tavoularis;
- Maya Butler como Diane Keaton;
- Damian Conrad-Davis como James Caan;
- Derek Magyar como Robert Duvall;
- Nick Pupo como John Cazale;
- Zack Schor como Fred Gallo;
- Cynthia Aileen Strahan como Talia Shire;
- T. J. Thyne como Gordon Willis.

### Convidados
- Lola Glaudini como Candida Donadio;
- Kyle S. More como Bernard Fein;
- Billy Magnussen como Robert Redford;
- Kirk Acevedo como Agente Especial Hale;
- Michael Landes como Vic Damone;
- Louis Mandylor como Mickey Cohen;
- Ross McCall como Moran;
- Lisa Dobbyn como Morgana King;
- Charlie Heydt como James T. Aubrey;
- Dawn Joyal como Anna Hill Johnstone;
- Michael Gandolfini como Andy Calhoun;
- Aimee Carrero como Rosie Molina;
- Lynn Adrianna Freedman como Madolina Colombo;
- Ian Michaels como Robert Towne;
- Allen Marsh como Alvin Sargent;
- Brandon Sklenar como Burt Reynolds;
- David Shalansky como Henry Kissinger.

## Episódios
| Seq. | Episódios | Título                   | Direção               | Escrito por | Data de exibição    |
| --- | --------- | ------------------------ | --------------------- | --- | ------------------- |
| 1 | 1         | "Um lugar à mesa"        | Dexter Fletcher       | Michael Tolkin | 28 de abril de 2022 |
| No Chateau Marmont, o funcionário da Rand Corporation, Albert S. Ruddy, conhece e forma um vínculo com o proprietário Françoise Glazer, além de encontrar o sargento. Bilko ator Bernard Fein. Juntos, a dupla lançou com sucesso o seriado Hogan's Heroes para a CBS, embora Ruddy se afaste do show. Ele convence Robert Evans, chefe de produção da Paramount Pictures, a contratá-lo como produtor de filmes. Na cidade de Nova York, O Poderoso Chefão do escritor Mario Puzo torna-se um best-seller e é escolhido para o filme pela Paramount. No entanto, é recebido negativamente pela comunidade ítalo-americana, em particular Frank Sinatra, pois acredita-se que o personagem Johnny Fontane seja baseado nele. Joe Colombo, um dos chefes das Cinco Famílias, inicia uma cruzada para combater a injustiça contra os ítalo-americanos, fundando a Liga dos Direitos Civis ítalo-americanos . Devido ao sucesso do romance, estúdios rivais como a Warner Bros. ligam para a Paramount para tentar convencê-los a vender os direitos do filme, no entanto Evans consegue convencer Charles Bluhdorn a mantê-los. Ele encarrega Ruddy de produzir, que seleciona Puzo para adaptar e Francis Ford Coppola direccionar. Em uma tentativa de intimidá-los a abandonar o projeto, Colombo faz com que o carro de Ruddy e Françoise seja disparado enquanto eles estão dentro. |           |                          |                       | |                     |
| 2 | 2         | "Tiros de Alerta"        | Dexter Fletcher       | Teleplay por : Michael Tolkin & Leslie Greif e Michael Tolkin & Nikki Toscano & Kevin J. Hynes História por : Michael Tolkin & Leslie Greif | 28 de abril de 2022 |
| Ruddy lida com vários problemas tentando colocar a produção nos trilhos, incluindo Puzo e Coppola tomando seu tempo no roteiro, intimidação contínua de Colombo, executivo do estúdio Barry Lapidus interferindo e insistindo em várias mudanças para manter o orçamento baixo e lidando com o elenco conflitante ideais do estúdio e Coppola. Todos gostando da ideia de Vic Damone para o papel de Johnny Fontane, eles se encontram com ele depois que ele manifesta interesse e concorda em participar, embora mais tarde ele anuncie que não fará o filme depois de ser intimidado publicamente durante um de seus shows. Para o papel de Michael Corleone, Coppola insiste em Al Pacino, que Ruddy promete conseguir apesar de ter sido informado pela executiva de elenco Andrea Eastman que Evans nunca o aprovará. Enquanto isso, Evans vai para Nova York e instrui Lapidus a nunca mais interferir com ele. Ruddy, também em Nova York, se reúne com o deputado Mario Biaggi para obter permissão para filmar no estado, mas é informado de que não será permitido. Evans recebe um rato morto em uma cópia do romance de Colombo, e ele foge de volta para Los Angeles, onde descobre que será removido de seu cargo no final do mês. Ruddy é abordado pelos homens de Colombo, que o levam para se encontrar com Colombo. |           |                          |                       | |                     |
| 3 | 3         | "Aparecimento gradual"   | Adam Arkin            | Michael Tolkin & Leslie Greif e Russell Rothberg & Mona Mira & Michael Tolkin                                                               | 28 de abril de 2022 |
| Colombo diz diretamente a Ruddy que eles não permitirão que o filme seja feito, embora Ruddy lhe diga que o filme não retratará italianos da maneira que o romance fez, e convida Colombo a ler o roteiro, apesar de não tê-lo nem terminado. Ele faz com que sua secretária Bettye McCartt roube o que Puzo e Coppola têm e voe para Nova York para apresentá-lo a ele. Como não há um segundo ato, Ruddy preenche o roteiro com papel em branco, esperando que Colombo não leia o roteiro inteiro, o que se confirma. Com a promessa de que a palavra máfia seja eliminada do roteiro, Colombo dá sua benção para que o filme seja feito. Coppola chegou para recuperar o roteiro, e logo é levado a um local onde eles encontram a casa que usarão como a casa dos Corleone. Em Los Angeles, Evans se tranca em seu escritório e ignora as ligações de Bluhdorn para se concentrar na ardósia que a Paramount tem atualmente. Bluhdorn finalmente o contata e informa que não será demitido, com Evans prometendo que deveria Love Story e O Poderoso Chefão fracassarem, ele aceitará a culpa total. Françoise mostra interesse em ajudar Ruddy em sua produção, pegando um dos roteiros em sua mesa e acompanhando-o ao estúdio, onde ela sugere que Sinatra interprete o personagem Fontane para Evans. Devido ao estresse de garantir que ele cumpra sua promessa com Bluhdorn, Evans repreende Ruddy sobre Françoise, bem como a duração do roteiro, e rejeita furiosamente considerar Pacino para o filme sem sequer ver seu teste de tela. Apesar disso e das ameaças adicionais de cortes no filme, Puzo informa animadamente que Marlon Brando, a quem ele escreveu sobre interpretar o Don, escreveu de volta e estava interessado em fazer o filme. Em Nova York, Colombo contesta o recente lançamento de Joe Gallo da prisão. |           |                          |                       | |                     |
| 4 | 4         | "O tom certo de amarelo" | Adam Arkin            | Teleplay por : Michael Tolkin & Leslie Greif e Michael Tolkin & Nikki Toscano História por : Michael Tolkin & Leslie Greif                  | 5 de maio de 2022   |
| As tensões se desenvolvem entre Ruddy e Françoise devido ao seu sigilo sobre seus problemas com o filme, bem como seu aparente desinteresse em produzir com ela. Ele confirma isso durante uma sessão de aconselhamento de casais, afirmando que precisa produzir para ser apenas dele. Ruddy fala com Evans para contar a ele sobre Brando, e é dito que ele não deve escalá-lo devido à sua reputação difícil e seu status de bilheteria. Evans novamente se recusa a aprovar Pacino, não querendo comprometer seu sucesso atual devido à recepção positiva de Love Story. Apesar disso, Ruddy, Coppola e Puzo se encontram com Brando e o gravam em um teste de tela silenciosa para sentir o personagem. Coppola viaja para Nova York para mostrar a Bluhdorn o teste de tela de Brando. Ele dá sua aprovação com a condição de que ele trabalhe por escala e cumpra o estúdio, e Evans assiste, que com raiva diz a Ruddy para nunca mais agir pelas suas costas. A reação da comunidade ítalo-americana, assim como de Sinatra e Biaggi, dá a Bluhdorn e Lapidus motivos para olhar para Ruddy reinante para garantir que a produção não saia do controle. Em Nova York, Ruddy consegue oficialmente assinar com Brando para o filme, mas mais tarde naquele dia Françoise vem dizer a ele que o está deixando e voltando para a França .. No dia seguinte, a produção é informada de que o proprietário da casa de Corleone não permitirá mais que o filme seja filmado lá e Bluhdorn o convoca para dizer que ele receberá um co-produtor. Ruddy rejeita isso e, com o apoio de Evans, consegue convencê-los a deixá-lo permanecer como o único produtor. A equipe de produção sai para comemorar a escalação de Brando e a subsequente luz verde do filme, mas Coppola ainda está desapontado com a recusa de Pacino e deixa a celebração. Os homens de Colombo chegam e trazem Ruddy para encontrá-lo. Tendo estado no escritório quando Ruddy foi informado sobre a casa de Staten Island, ele pegou o proprietário e o intimidou a permitir que eles ainda filmassem lá. Ruddy fica nervoso com isso, dizendo a McCartt que está ansioso para não precisar mais interagir com Colombo. McCartt é capaz de fazer Ruddy conhecer Bluhdorn em segredo para levá-lo a bordo para lançar Pacino, o que exige que ele volte atrás de Evans. Ele chama Ruddy para repreendê-lo por isso e diz que para Pacino ser escalado, o papel de Sonny Corleone deve ser interpretado por James Caan. Ruddy e Eastman encontram Pacino para dizer que ele foi escalado, mas são informados de que ele assinou contrato para fazer um filme para a MGM, pois tinha a impressão de que não conseguiria o papel. |           |                          |                       | |                     |
| 5 | 5         | "Beijar o Anel"          | Colin Bucksey         | Teleplay por : Michael Tolkin História por : Michael Tolkin & Leslie Greif e Michael Tolkin                                                 | 12 de maio de 2022  |
| Gallo lança sua cruzada contra Colombo, matando seu homem Carmine e roubando seu caminhão. Ruddy pede a Evans que negocie com a MGM para tirar Pacino de seu compromisso. Finalmente convencido sobre ele, Evans cumpre e faz o acordo. Com isso, ele é avisado sobre a possibilidade de a Gulf & Western vender a Paramount. Biaggi continua a causar problemas para a produção, tendo as licenças de filmagem retiradas para suas locações. Colombo, reunido com o congressista sobre o FBI invadindo-o, obtém as licenças restabelecidas. O orçamento, apesar do elenco trabalhar por escala e alavancar incentivos, ainda está acima do preço de US $ 4 milhões, então Ruddy e Coppola se encontram com Bluhdorn e aumentam o orçamento para US $ 6 milhões. Para marcar o início da produção, o elenco é reunido para um jantar onde encenam uma performance para mostrar seus personagens. Lapidus confirma a Evans que a Paramount está sendo considerada à venda. Colombo convoca Ruddy para um evento da IARCL endossando Biaggi para a reeleição, e surpreende Ruddy ao anunciar a Liga e a Gulf & Western chegou a um acordo para que os ganhos da estréia do filme fossem doados aos hospitais da Liga. |           |                          |                       | |                     |
| 6 | 6         | "Um cara de pé"          | Colin Bucksey         | Nikki Toscano | 19 de maio de 2022  |
| A notícia da Gulf & Western trabalhando com Colombo chega a Bluhdorn e Evans, levando Bluhdorn a acelerar o descarregamento da Paramount e demitir Ruddy do filme. Bettye, apesar de ser desrespeitada por Ruddy, vai até Colombo para contar sobre a demissão. Ele imediatamente se move para causar problemas para a produção como um meio de ter Ruddy reintegrado. Enquanto se reúne para votar na venda da Paramount com desconto para um investidor texano, Evans interrompe e faz um discurso para que eles reconsiderem. É decidido que eles não venderão a Paramount depois que Bluhdorn mudar de ideia. Coppola informa Bluhdorn sobre a interferência da máfia, e Ruddy é recontratado, permitindo que ele retorne e testemunhe a conclusão do primeiro dia de produção. Em resposta a Gallo, Colombo ordena um ataque contra ele e Nicky Barnes. |           |                          |                       | |                     |
| 7 | 7         | "Sr. Produtor"           | Gwyneth Horder-Payton | Kevin J. Hynes | 26 de maio de 2022  |
| Lapidus continua a levantar problemas com a produção, trabalhando para que Pacino seja demitido do filme e conspirando com o executivo da Paramount Jack Ballard e o editor de filmes Aram Avakian para entregar diários inacabados a Bluhdorn para que Coppola também seja demitido. No set, Coppola tem conflitos criativos com o diretor de fotografia Gordon Willis sobre a iluminação, a cabeça de cavalo do adereço é muito falsa para usar e, devido à morte do ator inicial contratado, um dos homens de Colombo, Lenny Montana, é escalado para interpretar Luca Brasipara no filme. Ruddy, vendo que os diários estão sendo produzidos para Bluhdorn sem seu conhecimento, faz com que ele e Coppola aprovem sua exibição. Para convencer Bluhdorn sobre a capacidade de atuação de Pacino, eles o trazem para as filmagens da cena do assassinato do restaurante, o que o impressiona muito. Bettye facilita a obtenção de uma verdadeira cabeça de cavalo morto para a produção, e uma vez que Ruddy descobre que é Ballard e Avakian vazando diários, eles são demitidos do filme. Ruddy se liga mais a Colombo e fica surpreso ao testemunhar Colombo ser baleado em um comício da Liga por um dos homens de Gallo, Gallo recebendo a bênção pelo golpe de Carlo Gambino. O casamento de Evans com Ali MacGraw chega ao fim. |           |                          |                       | |                     |
| 8 | 8         | "Cruzando Essa Linha"    | Gwyneth Horder-Payton | Russel Rothberg | 2 de junho de 2022  |
| Com Colombo no hospital, Gallo tenta dissolver a Liga e assumir o controle do filme. Um incidente durante as filmagens em que Gianni Russo realmente atingiu Talia Shire leva Ruddy a fazer com que Caan o espanque de verdade durante as filmagens de uma cena. Ruddy faz várias mudanças no orçamento para acomodar as filmagens na Sicília, mas quando Gallo aborda Ruddy em seu quarto de hotel e lhe dá dinheiro, a filmagem é novamente colocada em risco. Tendo se distraído em seu trabalho e constantemente ausente da produção, Evans é confrontado por Ruddy durante a festa de encerramento das filmagens em Nova York, e Evans faz uma cena bêbada na frente de Bluhdorn. Antes que Ruddy decida ceder às suas exigências, Gallo é morto a tiros em um jantar de aniversário em retaliação por seu ataque a Colombo. |           |                          |                       | |                     |
| 9 | 9         | "É Quem Somos"           | Adam Arkin            | Nikki Toscano e Mona Mira | 9 de junho de 2022  |
| A equipe chega à Itália, viajando para a cidade de Corleone para filmar. No entanto, Ruddy os apressa ao perceber que teria que trabalhar com a máfia italiana, com a equipe selecionando Forza d'Agrò. Evans continua em espiral e, como resultado, Bluhdorn encarrega Lapidus de assumir suas funções na Paramount. Ao saber disso, Ruddy retorna aos Estados Unidos e convence Bluhdorn a deixá-lo falar com Evans. Depois de várias tentativas, Ruddy entra em sua casa por uma janela e tem uma conversa franca com Evans, mas isso não o influencia. Lapidus faz inúmeras mudanças na lousa do estúdio e instrui Coppola a cortar 30 minutos do filme. Bluhdorn chega a Los Angeles para remover Evans oficialmente, mas durante uma reunião de marketing Evans retorna. Bluhdorn ainda oferece a Lapidus a chance de assumir, mas Lapidus admite que Evans deve permanecer. Bettye revela a Ruddy que quer sair para se tornar uma agente de talentos. Ruddy organiza uma exibição do filme para os membros da equipe de Colombo e visita Colombo no hospital. |           |                          |                       | |                     |
| 10 | 10        | "Cérebros e Bolas"       | Adam Arkin            | Nikki Toscano, Russell Rothberg e Michael Tolkin                                                                                            | 16 de junho de 2022 |
| Com a estreia do filme em março de 1972, após o sucesso de Cabaret, Lapidus propõe que bloqueiem o fim de semana de estreia do livro. Evans se encontra com McGraw, na esperança de reacender seu casamento. Mas, em vez disso, ela o serve com os papéis do divórcio. McGraw, no entanto, se junta a Evans para a estreia. Ruddy, em busca de seu próximo projeto, escreve um roteiro para The Longest Yard e consegue que Burt Reynolds assine, mas não consegue que Evans ouça seu discurso, querendo que ele se concentre no Poderoso Chefão. O filme é um sucesso de crítica e comercial, acumulando várias indicações ao Oscar. Evans faz um acordo com Bluhdorn para se tornar vice-presidente executivo de produção para também produzir filmes, e Ruddy investe na agência de talentos de McCartt. Com a vitória de Melhor Filme e o desenvolvimento de The Godfather Part II aumentando, Ruddy diz a Evans que ele não estava continuando com a Parte II para fazer The Longest Yard . Evans permite isso. |           |                          |                       | |                     |

## Produção
O projeto foi anunciado em setembro de 2020 para ir ao ar na Paramount+. É para ser contado a partir da perspectiva do produtor Albert S. Ruddy.Armie Hammer foi escalado para interpretá-lo em dezembro de 2020. mas desistiu no mês seguinte; ele foi substituído por Miles Teller em maio de 2021. Em abril de 2021, Dexter Fletcher foi contratado para dirigir vários episódios.Matthew Goode, Giovanni Ribisi, Colin Hanks, Dan Fogler e Juno Temple se juntaram à produção em junho. e em julho Burn Gorman juntou-se como Charles Bludhorn. Justin Chambers terá um papel recorrente como Marlon Brando. Em outubro, Eric Balfour, Michael Gandolfini e Zack Schor se juntaram ao elenco, com Balfour interpretando o desenhista de produção Dean Tavoularis.
As filmagens da série começaram em julho de 2021, mas foram interrompidas em 29 de julho devido a um teste positivo para COVID-19. Em 23 de agosto de 2021, foi relatado que os planos de filmar no Chateau Marmont entre 25 e 27 de agosto foram descartados depois de saber sobre uma disputa trabalhista em andamento lá. A minissérie está programada para ser lançada em 28 de abril de 2022, com os três primeiros episódios da minissérie de dez episódios disponíveis imediatamente e o restante estreando semanalmente às quintas-feiras.lá.

## Recepção
No site agregador de críticas Rotten Tomatoes , 48% das 44 críticas dos críticos são positivas, com uma classificação média de 6,0/10. O consenso do site diz: "Recheado de subtramas desnecessárias e piscadelas enjoativas na história do showbiz, esta é uma oferta que você pode recusar".Metacritic, que usa uma média ponderada, atribuiu uma pontuação de 49 em 100 com base em 25 críticos, indicando "críticas mistas ou médias".